# 남이 분기점
남이 분기점(Nami JC)은 충청북도 청주시 흥덕구 석곡동과 청주시 서원구 남이면 석실리에 걸쳐 있는, 경부고속도로와 중부고속도로가 만나는 분기점이자 중부고속도로의 기점이다.

## 연혁
- 1987년 12월 3일 : 중부고속도로 남이 분기점 ~ 하일 나들목 구간 개통에 따라 영업 개시[1]

## 접속하는 노선

### 부산・서울방면
- 경부고속도로 (35번)

### 하남방면
- 중부고속도로 (28번)

## 구조
직결형 구조로 중부고속도로에서 대전 방향을 향해 오는 선이 그대로 경부고속도로 부산 방향으로 합류하는 구조이다. 경부고속도로 부산 방향에서 중부고속도로 하남 방향으로, 또는 그 반대 방향으로는 진출입이 불가능하다.